# Мистер Нокаут
«Мистер Нокаут» — российский художественный фильм 2022 года в жанре спортивной драмы, снятый Артёмом Михалковым по сценарию братьев Пресняковых и рассказывающий о советском боксёре Валерии Попенченко. Главные роли в нём сыграли Виктор Хориняк, Сергей Безруков и Ангелина Стречина. Картина получила Гран-при XVI кинофестиваля «Золотой Феникс», но отзывы критиков были противоречивыми.

## Сюжет
Главный герой — советский спортсмен Валерий Попенченко, шестикратный чемпион СССР, двукратный чемпион Европы, олимпийский чемпион по боксу во втором среднем весе. Фильм рассказывает о его детстве и юности, учёбе, военной службе, начале спортивной карьеры и одержанных победах. Особое внимание уделено отношениям Попенченко с его наставником — неортодоксальным, неуживчивым и конфликтным тренером Григорием Кусикьянцем, который разглядел в своенравном и недисциплинированном курсанте военно-морского училища задатки выдающегося боксёра.

## В ролях
- Виктор Хориняк — Валерий Попенченко
- Сергей Безруков — Григорий Кусикьянц
- Ангелина Стречина — Таня
- Инга Оболдина — Евгения Петровна, мама Тани
- Евгения Дмитриева — Руфина Васильевна, мама Валерия
- Игорь Савочкин — Владимир, отец Валерия
- Артур Ваха — начальник училища
- Виталий Коваленко — Лёва
- Никита Зверев — Юрий Власов
- Владимир Стержаков — председатель Федерации бокса СССР
- Иван Стрижаков — Эмиль Шульц
- Ширин Абдуллаева — Асмира

## Создание и оценки
Работа над фильмом шла более трёх лет. Съёмки проходили в России, Узбекистане, Польше и Японии. По словам режиссёра проекта Артёма Михалкова, сценарий частично основан на биографии спортсмена, но при этом содержит элементы художественного вымысла. В частности, в фильме показан тяжелейший трёхраундовый поединок в финале Токийской олимпиады, в ходе которого главный герой несколько раз оказывается в нокдауне; в действительности Попенченко нокаутировал своего соперника по финальному бою, пятикратного чемпиона ФРГ Эмиля Шульца, на первой минуте первого раунда.
23 ноября 2021 года вышел первый трейлер картины. Премьера состоялась 23 февраля 2022 года в московском киноцентре «Октябрь». 12 июня 2023 года «Мистер Нокаут» вышел на телеканале «Россия-1».
Картина получила Гран-при XVI кинофестиваля «Золотой Феникс». Отзывы критиков были противоречивыми. Рецензент «Киноафиши» назвал одной особенностей «Мистера Нокаута» «близкие к броуновским скачки во времени», которые помогают показать сложность характера главного героя, но при этом запутывают зрителя. Он высоко оценил работу Виктора Хориняка, а в игре Сергея Безрукова увидел излишнюю нарочитость. По мнению Ефима Гугнина («Фильм.ру»), «Мистер Нокаут» «настолько чётко следует жанровым сюжетным канонам, что это уже даже не смешно»; это «качественно снятая, но невозможно заезженная драма». Александр Фолин («Кинорепортёр») ограничился сообщением о том, что «Мистер Нокаут» «идёт по стопам лучших российских спортивных драм последних лет… И Артём Михалков достойно удержал высокую планку».